# Żabiczki
Żabiczki – dawniej samodzielna wieś, od 1975 część miasta Konstantynowa Łódzkiego w województwie łódzkim, w powiecie pabianickim. Leżą w zachodniej części miasta, wzdłuż ulicy Lutomierskiej na wysokości ulicy Klonowej.

## Historia
Żabiczki to dawny folwark pod Mirosławicami. Od 1867 w gminie Rszew. W okresie międzywojennym należały do powiatu łódzkiego w woj. łódzkim. 1 kwietnia 1927 zniesiono gminę Rszew, a Żabiczki włączono do gminy Babice. 1 września 1933 utworzono gromadę Mirosławice w granicach gminy Babice, składającą się ze wsi Mirosławice, kolonii Mirosławice, młyna Mirosławice i folwarku Żabiczki.
Podczas II wojny światowej włączona do III Rzeszy. Po wojnie Żabiczki powróciły do powiatu łódzkiego woj. łódzkim, nadal jako część gromady Mirosławice, jednej z 8 gromad gminy Babice. 21 września 1953 gminę Babice przemianowano na Kazimierz.
W związku z reorganizacją administracji wiejskiej jesienią 1954, Żabiczki (jako część Mirosławic) weszły w skład nowej gromady Kazimierz. W 1971 roku ludność wsi (z Ignacewem) wynosiła 507.
Od 1 stycznia 1973 sołectwo w gminie Lutomiersk, obejmujące Żabiczki i Ignacew.
29 kwietnia 1975 Żabiczki z Ignacewem (279 ha) włączono do Konstantynowa Łódzkiego.